# Centro direzionale della Banca Popolare di Lodi
Il Centro direzionale della Banca Popolare di Lodi, noto anche come Bipielle Center o Bipielle City, è situato a Lodi in via Polenghi Lombardo 13 ed è la sede dell'omonima Divisione del Banco BPM.
Progettato da Renzo Piano e sorto nei pressi della stazione ferroviaria a pochi passi dal centro storico di Lodi, è una struttura di grandi dimensioni che rappresenta la costruzione più interessante della città sotto il profilo architettonico tra quelle della seconda metà del Novecento. Si trova su un'ex area dismessa ed è un esempio di riqualificazione urbana.
È stato scelto come ambientazione per alcuni spot pubblicitari televisivi.

## Architettura
Il complesso si sviluppa su oltre 3000 m²con un ampio spazio libero al centro e comprende diversi edifici che ospitano – oltre alla Divisione della banca – spazi sociali (come un auditorium coperto in vetro), negozi e bar. L'edificio principale presenta una facciata di oltre 250 metri di larghezza con pannelli modulari in cotto, che vuole richiamare l'uso dei materiali locali.
Lo spazio interno è in parte coperto da una tensostruttura in vetro e cavi d'acciaio, che si estende dall'edificio principale all'auditorium, una struttura circolare con circa 800 posti; al centro è ospitata una fontana in movimento perenne creata dall'artista giapponese Susumu Shingu.

## Eventi
Tra il 2005 e il 2006 il complesso ha ospitato un'importante mostra con opere di Tiziano, il Guercino, Lorenzo Lotto, Giorgio de Chirico e Andy Warhol.
Ha ospitato alcune scene del film Benvenuti al Nord.